# Liste der Bischöfe von Ely
Die Ursprünge der Diözese Ely sind sehr alt. Sie wurde von der Heiligen Æthelthryth durch die Gründung eines Doppelklosters ins Leben gerufen. Das Kloster wurde zuerst von einer Äbtissin und später von einem Abt geleitet.
Das Kloster und große Teile der Stadt Ely wurden während der dänischen Invasionen um 870 zerstört. Ein neues Benediktinerkloster wurde von dem Bischof von Winchester, Æthelwold, erbaut und ausgestattet. Dies wurde zu einer Kathedrale im Jahre 1109 erhoben und zum Sitz des Bischofs von Ely. Ab diesem Zeitpunkt beginnt die Linie der Bischöfe.
| Name (Lebensdaten)                                | Amtszeit      | Anmerkung | Bild |
| ------------------------------------------------- | ------------- | --- | ---- |
| Hervey † 30. August 1131                          | 1109 bis 1131 | davor Bischof von Bangor |      |
| Nigel † 30. Mai 1169                              | 1133 bis 1169 | |      |
| Geoffrey Ridel † 21. August 1189                  | 1174 bis 1189 | davor Lordkanzler |      |
| William de Longchamp † 31. Januar 1197            | 1189 bis 1197 | gleichzeitig Lordkanzler |      |
| Eustace † 3. Februar 1215                         | 1197 bis 1215 | |      |
| Robert of York                                    | 1215 bis 1219 | Er wurde 1215 gewählt, aber im Jahre 1219 von Papst Honorius III. nicht anerkannt. Da er das Urteil des Papstes nicht akzeptierte, floh er nach Frankreich. |      |
| John of Fountains † 6. Mai 1225                   | 1220 bis 1225 | |      |
| Geoffrey de Burgh † 17. Dezember 1228             | 1225 bis 1228 | |      |
| Hugh of Northwold † 6. August 1254                | 1229 bis 1254 | Er gehörte zur Eskorte von Eleonore, die sie begleitete von Frankreich zur Hochzeit mit Heinrich III. |      |
| William of Kilkenny † 21. September 1256          | 1255 bis 1256 | war vorher Keeper of the Great Seal |      |
| Hugh of Balsham † 16. Juni 1286                   | 1256 bis 1286 | Er war der Gründer von Peterhouse, dem ersten College der University of Cambridge |      |
| John Kirkby † 26. März 1290                       | 1286 bis 1290 | Während seiner Amtszeit hatte er auch das Amt Lord High Treasurer inne |      |
| William of Louth † 25. oder 27. März 1298         | 1290 bis 1298 | |      |
| Ralph Walpole † 20. März 1302                     | 1298 bis 1302 | davor Bischof von Norwich; die nach dem Tod von William of Louth gewählten Bischöfe John Salomon und John Langton wurden von Papst Bonifatius VIII. nicht anerkannt. |      |
| Robert Orford † 21. Januar 1310                   | 1302 bis 1310 | Seine Wahl wurde vom Erzbischof von Canterbury, Robert Winchelsey, nicht anerkannt. Er musste persönlich beim Papst Bonifatius VIII. vorsprechen und wurde erst dann in seinem Amt bestätigt. |      |
| John Ketton † 14. Mai 1316                        | 1310 bis 1316 | |      |
| John Hotham † 14. Januar 1337                     | 1316 bis 1337 | Er war während seiner Amtszeit Lord High Treasurer und Lordkanzler |      |
| Simon Montagu † 20. Juni 1345                     | 1337 bis 1345 | Er war vorher Bischof von Worcester |      |
| Thomas Lisle † 23. Juni 1361                      | 1345 bis 1361 | Nachdem er einige Häuser von Blanche of Lancaster niederbrennen ließ, wurde er von Edward III. zu einer Schadensersatzzahlung verpflichtet |      |
| Simon Langham † 22. Juli 1376                     | 1362 bis 1367 | Er war während seiner Amtszeit in Ely Lord High Treasurer und Lordkanzler. Danach wurde er Erzbischof von Canterbury. Um 1366 wurde er zum Kardinal ernannt. |      |
| John Barnet † 8. Juni 1373                        | 1367 bis 1373 | Er war vorher Bischof von Worcester und Bischof von Bath, des Weiteren war er auch Lord High Treasurer |      |
| Thomas Arundel † 19. Februar 1414                 | 1373 bis 1388 | Er was dreimal Lordkanzler und wurde Erzbischof von York und Canterbury |      |
| John Fordham † 19. November 1425                  | 1388 bis 1425 | Vorher war er Bischof von Durham und Lord High Treasurer |      |
| Philip Morgan † 25. Oktober 1435                  | 1426–1435     | Vorher war er Bischof von Worcester. Seine Wahl zum Erzbischof von York im November/Dezember 1423 wurde schon im Februar 1424 wieder aufgehoben. |      |
| Ludwig von Luxemburg † 18. September 1443         | 1437 bis 1443 | Er war gleichzeitig Erzbischof von Rouen |      |
| Thomas Bourchier † 30. März 1486                  | 1444 bis 1454 | Er war vorher Bischof von Worcester. 1436 wurde er schon einmal in das Amt des Bischofs von Ely gewählt; diese Wahl wurde dann 1437 für nichtig erklärt. Erst nach dem Tod von Ludwig von Luxemburg wurde er wieder in das Amt eingesetzt. Nach seiner Amtszeit in Ely wurde er Erzbischof von Canterbury. Während der Zeit war er auch Lordkanzler |      |
| William Grey † 4. August 1478                     | 1454 bis 1478 | Er war der Sohn von Sir Thomas Grey of Heaton, der wegen seiner Verwicklung in den Southampton Plot hingerichtet wurde. Er wurde dem Haus York zugerechnet. |      |
| John Morton † 15. September 1500                  | 1478 bis 1486 | Vorher war er Bischof von Worcester und danach Erzbischof von Canterbury. Während dieser Zeit war er auch Lordkanzler. Er wurde dem Haus Lancaster zugerechnet. |      |
| John Alcock † 1. Oktober 1500                     | 1486–1500     | Vorher war er Bischof von Rochester und Bischof von Worcester, sowie Lordkanzler |      |
| Richard Redman † 24. August 1505                  | 1501 bis 1505 | davor war er Bischof von Exeter |      |
| James Stanley † 22. März 1515                     | 1506 bis 1515 | Er war der Sohn von Thomas Stanley, 1. Earl of Derby. Seine Ernennung zum Bischof erfolgte durch eine Bulle von Papst Julius II. |      |
| Nicholas West † 28. April 1533                    | 1515 bis 1533 | Er machte mehrere diplomatische Reisen für Heinrich VII. und Heinrich VIII. u. a. nach Deutschland, Schottland und Frankreich. |      |
| Thomas Goodrich † 10. Mai 1554                    | 1534 bis 1554 | Er half bei der Komplettierung des First Prayer Book od Edward VI. und war einer der Ankläger im Prozess gegen Stephan Gardiner |      |
| Thomas Thirlby † 26. August 1570                  | 1554 bis 1559 | Davor war er der Bischof von Westminster und Bischof von Norwich. Er war der letzte römisch-katholische Bischof und wurde von Elisabeth I. abgesetzt |      |
| Richard Cox † 22. Juli 1581                       | 1559 bis 1581 | Wegen seiner Verwicklung in die Thronbesteigung von Jane Grey wurde er kurzzeitig verhaftet und ging danach ins Exil nach Deutschland. |      |
| vakant                                            |               | |      |
| Martin Heton † 14. Juli 1609                      | 1599 bis 1609 | Er war 1588 Vize-Kanzler der Universität Oxford |      |
| Lancelot Andrewes † 25. September 1626            | 1609 bis 1619 | Davor war er Bischof von Chichester und danach Bischof von Winchester |      |
| Nicolas Felton † 5. Oktober 1626                  | 1619–1626     | Vorher war er Bischof von Bristol |      |
| John Buckeridge † 23. Mai 1638                    | 1628–1631     | Vorher war er Bischof von Rochester |      |
| Francis White † Februar 1638                      | 1631–1638     | Vorher war er Bischof von Norwich |      |
| Matthew Wren † 24. April 1667                     | 1638 bis 1667 | Vorher war er Bischof von Hereford und Norwich |      |
| Benjamin Laney † 24. Januar 1675                  | 1667 bis 1675 | Vorher war er Bischof von Peterbourgh und Lincoln |      |
| Peter Gunning † 6. Juli 1684                      | 1675 bis 1684 | Vorher war er Bischof von Chichester. Er nahm an der Savoyen-Konferenz teil, die die unterschiedlichen Strömungen in der Kirche von England einander näher bringen sollte |      |
| Francis Turner † 2. November 1700                 | 1684 bis 1690 | Vorher war er Bischof von Rochester. Er gehörte zu den neun Bischöfen, die den Eid auf William III. verweigerten. |      |
| Simon Patrick † 31. Mai 1707                      | 1691 bis 1707 | Vorher war er Bischof von Chichester |      |
| John Moore † 31. Juli 1714                        | 1707 bis 1714 | Vorher war er Bischof von Norwich |      |
| William Fleetwood † 4. August 1723                | 1714 bis 1723 | Vorher war er Bischof von St. Asaph |      |
| Thomas Greene † 18. Mai 1738                      | 1723 bis 1738 | Vorher war er Bischof von Norwich |      |
| Robert Butts † 26. Januar 1748                    | 1738 bis 1748 | Vorher war er Bischof von Norwich |      |
| Thomas Gooch † 14. Februar 1754                   | 1748 bis 1754 | Vorher war er Bischof von Bristol und Norwich |      |
| Matthias Mawson † 23. November 1770               | 1754 bis 1770 | Vorher war er Bischof von Llandaff und Chichester |      |
| Edmund Keene † 6. Juli 1781                       | 1771 bis 1781 | Vorher war er Bischof von Chester |      |
| James Yorke † 26. August 1808                     | 1781 bis 1808 | Vorher war er Bischof von Gloucester |      |
| Thomas Dampier † 13. Mai 1812                     | 1808 bis 1812 | Vorher war er Bischof von Rochester |      |
| Bowyer Edward Sparke † 4. April 1836              | 1812 bis 1836 | Vorher war er Bischof von Chester |      |
| Joseph Allen † 20. März 1845                      | 1836 bis 1845 | Vorher war er Bischof von Bristol |      |
| Thomas Turton † 7. Januar 1864                    | 1845 bis 1864 | Er war Professor für Mathematiker in Cambridge |      |
| Edward Harold Browne † 18. Dezember 1891          | 1864 bis 1873 | Danach war er Bischof von Winchester |      |
| James Russell Woodford † 24. Oktober 1885         | 1873 bis 1885 | |      |
| Alwyne Frederick Compton † 4. April 1906          | 1885 bis 1905 | Er trat von seinem Amt zurück |      |
| Frederick Henry Chase † 23. September 1925        | 1905 bis 1924 | Er trat von seinem Amt zurück |      |
| Leonard Jauncey White-Thomson † 31. Dezember 1933 | 1924 bis 1933 | |      |
| Bernard Oliver Francis Heywood † 13. Mai 1960     | 1934 bis 1940 | Er war vorher Weihbischof in Hull und trat von seinem Amt zurück. |      |
| Harold Edward Wynn † 12. August 1956              | 1941 bis 1956 | |      |
| Noel Baring Hudson † 5. Oktober 1970              | 1957 bis 1963 | Vorher war er Bischof von Newcastle. Er trat von seinem Amt zurück |      |
| Edward James Keymer Roberts † 29. Juli 2001       | 1964 bis 1977 | Er war vorher Weihbischof von Kensington |      |
| Peter Knight Walker † 28. Dezember 2010           | 1977 bis 1989 | Er war vorher Weihbischof von Dorchester |      |
| Stephen Whitefield Sykes † 24. September 2014     | 1990 bis 2000 | |      |
| Anthony John Russell † 9. Juli 2025               | 2000 bis 2010 | |      |
| Stephen Conway                                    | 2010 bis 2023 | |      |